# Marceli Nencki

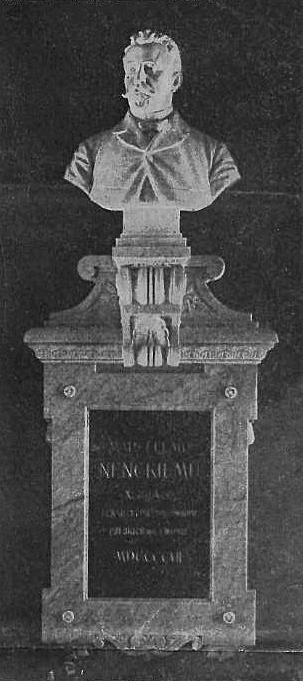
Popiersie Marcelego Nenckiego odsłonięte w 1907 we Lwowie

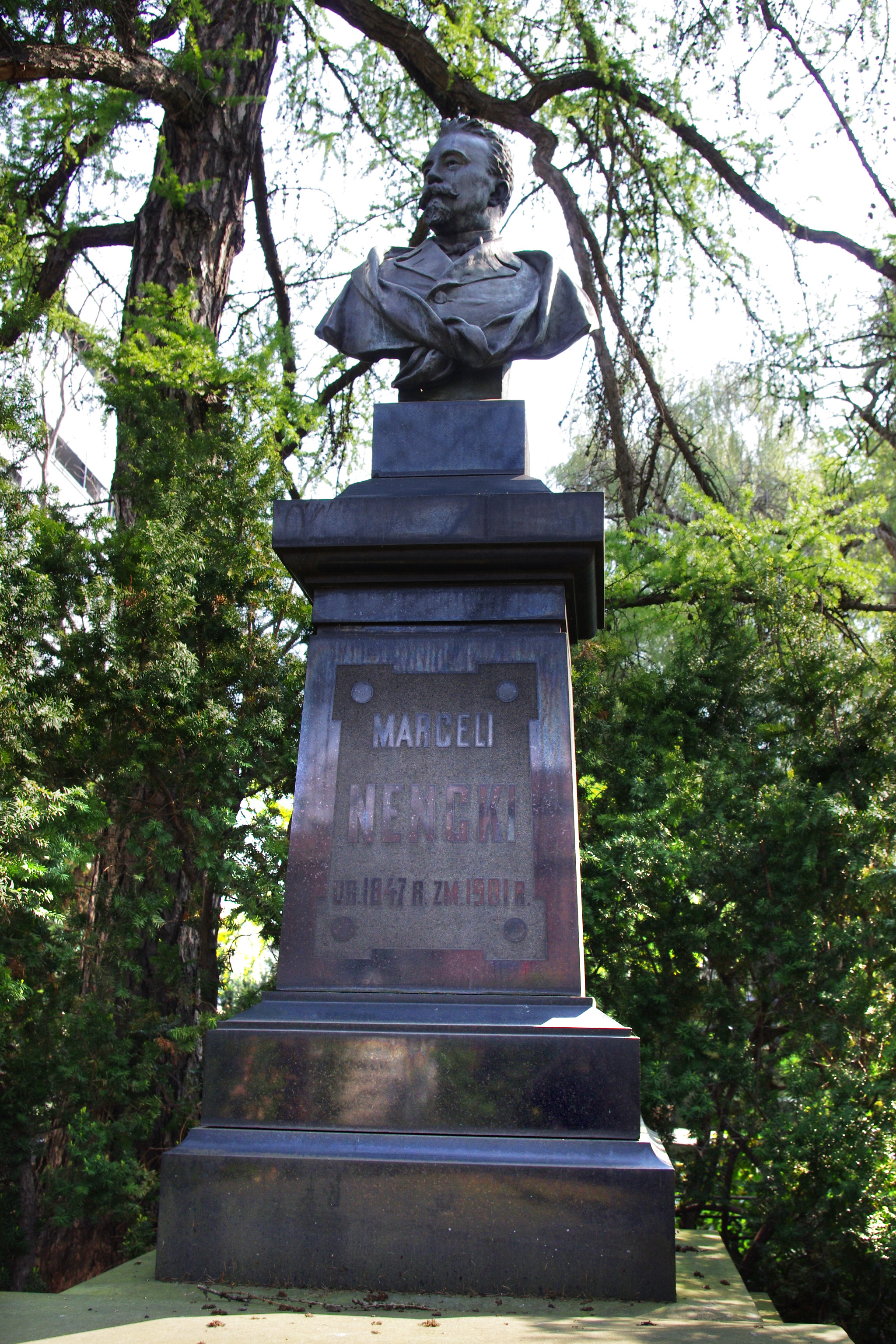
Grób lekarza Marcelego Nenckiego na Cmentarzu ewangelicko-reformowanym w Warszawie

Wilhelm Marceli Nencki (ur. 15 stycznia 1847 w Boczkach, zm. 14 października 1901 w Petersburgu) – polski lekarz, chemik, fizjolog, powstaniec styczniowy.

## Życiorys
Był synem Wilhelma (1795-1859) i Katarzyny Serwaczyńskiej, która urodziła jeszcze dziewięcioro dzieci. Ojciec, emigrant z Prus wyznania ewangelicko-reformowanego, był właścicielem Boczków Sikucina i Kobyli Miejskiej, prowadził wzorowe gospodarstwo. Marceli w wieku 9 lat został wysłany do szkoły w Piotrkowie Trybunalskim, którą ukończył w 1863 roku. Po wybuchu powstania styczniowego wraz z bratem Adamem i kilkoma kolegami wstąpił do oddziału Józefa Oxińskiego. Innym jego bratem był Leon Nencki.
Po upadku powstania musiał opuścić zabór rosyjski. Udał się do Krakowa, gdzie został studentem wydziału filozoficznego na Uniwersytecie Jagiellońskim. Na skutek nacisków rosyjskich musiał opuścić Kraków. Wyjechał do Drezna, gdzie znalazł oparcie u Józefa Ignacego Kraszewskiego, za którego radą podjął studia w Jenie, a od 1865 roku w Berlinie. Tam przeniósł się na Wydział Lekarski Uniwersytetu Fryderyka Wilhelma, który ukończył w 1870 roku. W tym samym roku uzyskał doktorat za pracę „Utlenianie ciał aromatycznych w organizmie zwierzęcym”. Jeszcze jako student ogłaszał prace z zakresu wytwarzania cukrów w organizmie oraz rezultaty z badań mocznika. 
W latach 1870–1872 pracował w Berlińskiej Akademii Przemysłowej pod kierunkiem Adolfa von Baeyera (1835–1917), dzięki któremu został członkiem Niemieckiego Towarzystwa Chemicznego. W 1872 został asystentem na Uniwersytecie w Bernie jako docent chemii lekarskiej, od 1873 roku jako profesor. W Bernie stworzono dla niego specjalną katedrę chemii fizjologicznej, a jego wykłady przyciągały uczonych z całej Europy. W latach 1888–1891 był także profesorem bakteriologii. Badał związki azotowe, kwas moczowy, mocznik i ich pochodne. W latach 1884–1886 był dziekanem wydziału lekarskiego. Nadano mu (wraz z rodziną) obywatelstwo kantonu berneńskiego.
Ostatnie 10 lat życia spędził prowadząc badania naukowe w Cesarskiej Wojskowej Akademii Medycznej w Petersburgu. Kontynuował tam pracę nad chemią soków żołądkowych z Iwanem Pawłowem. Zlecono mu badania dotyczące zwalczania cholery. W 1895 r. walczył z epidemią księgosuszu.
Znał osiem języków, opublikował w różnych językach 174 prace. Żałował jednak swej decyzji przeniesienia się do Rosji, nie czuł się tam dobrze, utrzymywał kontakty z Polakami. W 1897 roku, na jubileusz 25-lecia pracy naukowej przyznano mu rangę generała. Nencki prosił o prawo nienoszenia munduru. Ożenił się 30 sierpnia 1873 roku z Marią Heleną Schultzen, miał z nią syna – lekarza. Wakacje spędzał w Boczkach. Hodowano tam dla niego pawie dla celów naukowych.
Badając chemizm bakterii odkrył m.in. bakterie zdolne do życia w atmosferze beztlenowej. Wynalazł także nowy środek leczniczy nazwany salolem (salicylan fenylu).
Był członkiem honorowym Poznańskiego Towarzystwa Przyjaciół Nauk. W 1900 został uhonorowany godnością doktora honoris causa Uniwersytetu Jagiellońskiego. 
Zmarł 14 października 1901 roku w Petersburgu. Pochowany został na cmentarzu ewangelicko-reformowanym w Warszawie (kwatera A-2-4).

## Upamiętnienie
- W 1904 w Brunszwiku opublikowano jego prace zebrane w dwóch tomach pt. „Opera omnia” (razem prawie 2.000 stron).
- Podczas X Zjazdu Lekarzy i Przyrodników Polskich we Lwowie w 1907 został odsłonięty pomnik z popiersiem M. Nenckiego, autorstwa rzeźbiarza Henryka Kunzeka, wmurowany w ścianie gmachu Instytutu Chemicznego Uniwersytetu Lwowskiego[6]
- W 1908 powstał w Warszawie istniejący do dziś Instytut Biologii Doświadczalnej im. Marcelego Nenckiego PAN.
- Zachował się tam jego pomnik z rzeźbą na nagrobku.